# Fußballsportverein Frankfurt 1899 2012-2013
Questa voce raccoglie le informazioni riguardanti il Fußballsportverein Frankfurt 1899 nelle competizioni ufficiali della stagione 2012-2013.

## Stagione
Nella stagione 2012-2013 il FSV Francoforte, allenato da Benno Möhlmann, concluse il campionato di 2. Bundesliga al 4º posto. In Coppa di Germania il FSV Francoforte fu eliminato al secondo turno dal Wolfsburg.

## Rosa
| N. |                        | Ruolo | Calciatore      |
| -- | ---------------------- | ----- | --------------- |
| 1  | Germania (bandiera)    | P     | Patric Klandt   |
| 3  | Germania (bandiera)    | D     | Björn Schlicke  |
| 4  | Germania (bandiera)    | D     | Nils Teixeira   |
| 5  | Germania (bandiera)    | C     | Manuel Konrad   |
| 6  | Germania (bandiera)    | D     | Anthony Jung    |
| 7  | Germania (bandiera)    | C     | Tufan Tosunoğlu |
| 8  | Germania (bandiera)    | C     | Michael Görlitz |
| 9  | Albania (bandiera)     | A     | Edmond Kapllani |
| 10 | Svezia (bandiera)      | A     | Rasmus Jönsson  |
| 11 | Paesi Bassi (bandiera) | A     | John Verhoek    |
| 14 | Germania (bandiera)    | C     | Markus Hofmeier |
| 15 | Germania (bandiera)    | D     | Alexander Huber |
| 16 | Germania (bandiera)    | D     | Marc Heitmeier  |
| 17 | Costa Rica (bandiera)  | D     | Felicio Brown   |
| 19 | Germania (bandiera)    | D     | Marcel Gaus     |

| N. |                         | Ruolo | Calciatore          |
| -- | ----------------------- | ----- | ------------------- |
| 20 | Australia (bandiera)    | A     | Mathew Leckie       |
| 21 | Germania (bandiera)     | P     | Sören Pirson        |
| 22 | Albania (bandiera)      | A     | Odise Roshi         |
| 23 | Germania (bandiera)     | C     | Marcel Kaffenberger |
| 24 | Germania (bandiera)     | P     | Jannis Pellowski    |
| 25 | Turchia (bandiera)      | C     | Emre Nefiz          |
| 26 | Germania (bandiera)     | C     | Yannick Stark       |
| 27 | Germania (bandiera)     | C     | Ahmed Azaouagh      |
| 28 | Brasile (bandiera)      | D     | Gledson             |
| 29 | Germania (bandiera)     | D     | Robert Schick       |
| 31 | Germania (bandiera)     | D     | Tim Heubach         |
| 33 | Germania (bandiera)     | C     | Frederic Brill      |
| 35 | Germania (bandiera)     | A     | Moses Lamidi        |
| 37 | Turchia (bandiera)      | C     | Zafer Yelen         |
|    | Burkina Faso (bandiera) | D     | Moïse Bambara       |

## Organigramma societario
Area tecnica
- Allenatore: Benno Möhlmann
- Allenatore in seconda: Sven Kmetsch
- Preparatore dei portieri: Norbert Lorz
- Preparatori atletici:
- Analisi video:

## Calciomercato

### Sessione estiva
| Acquisti | Acquisti        | Acquisti                 | Acquisti |
| R.       | Nome            | da                       | Modalità |
| -------- | --------------- | ------------------------ | -------- |
| A        | Odise Roshi     | Colonia                  |          |
| D        | Moïse Bambara   | Ingolstadt 04            |          |
| D        | Tim Heubach     | Borussia M'gladbach II   |          |
| D        | Anthony Jung    | Eintracht Francoforte II |          |
| A        | Edmond Kapllani | Augusta                  |          |
| A        | Mathew Leckie   | Borussia M'gladbach      |          |
| P        | Sören Pirson    | Ergotelīs                |          |
| D        | Robert Schick   | Karlsruhe U19            |          |
| A        | John Verhoek    | ADO Den Haag             |          |

| Cessioni | Cessioni            | Cessioni          | Cessioni |
| R.       | Nome                | a                 | Modalità |
| -------- | ------------------- | ----------------- | -------- |
| C        | Chadli Amri         | Kaiserslautern    |          |
| A        | Karim Benyamina     | Karlsruhe         |          |
| D        | Dennis Cagara       | Karlsruhe         |          |
| A        | Macauley Chrisantus | Amburgo           |          |
| C        | Samil Çinaz         | Orduspor          |          |
| C        | Mario Fillinger     | Rot-Weiß Erfurt   |          |
| C        | Daniel Gordon       | Karlsruhe         |          |
| D        | Tobias Henneböle    | Wolfsburg II      |          |
| P        | Michael Langer      | Sandhausen        |          |
| A        | Ilijan Micanski     | Kaiserslautern    |          |
| A        | Momar N'Diaye       | Beijing BSU       |          |
| D        | Alexis Theodosiadis | Lokomotive Lipsia |          |

### Sessione invernale
| Acquisti | Acquisti       | Acquisti      | Acquisti |
| R.       | Nome           | da            | Modalità |
| -------- | -------------- | ------------- | -------- |
| D        | Felicio Brown  | Norimberga II |          |
| A        | Rasmus Jönsson | Wolfsburg     |          |

| Cessioni | Cessioni   | Cessioni   | Cessioni |
| R.       | Nome       | a          | Modalità |
| -------- | ---------- | ---------- | -------- |
| C        | Yun Ju-tae | Sandhausen |          |

## Risultati

### 2. Bundesliga

#### Girone di andata
| Arbitro: | Dietz |

|            |           |             |
| Tüting 45’ | Marcatori | 40’ Verhoek |

| Arbitro: | Winkmann |

|                                            |           |                |
| Schlicke 50’ (rig.) Leckie 63’ Verhoek 90’ | Marcatori | 40’ Ben-Hatira |

| Arbitro: | Kampka |

|  |           |                   |
|  | Marcatori | 42’, 77’ Kapllani |

| Arbitro: | Stegemann |

|              |           |  |
| Kapllani 87’ | Marcatori |  |

| Arbitro: | Brand |

|                       |           |                         |
| Kruska 51’ Sanogo 90’ | Marcatori | 45’ Görlitz 86’ Heubach |

| Arbitro: | Schriever |

|                       |           |             |
| Roshi 7’ Kapllani 63’ | Marcatori | 58’ Ginczek |

| Arbitro: | Zwayer |

|                      |           |             |
| Strobl 47’ Chihi 82’ | Marcatori | 90’ Verhoek |

| Arbitro: | Unger |

|                                      |           |  |
| Dausch 19’ Hofmann 51’ Valentini 89’ | Marcatori |  |

| Arbitro: | Cortus |

|                     |           |             |
| Kapllani 90’ (rig.) | Marcatori | 70’ Hofmann |

| Arbitro: | Schriever |

|                       |           |  |
| Mattuschka 17’ (rig.) | Marcatori |  |

| Arbitro: | Fischer |

|                                    |           |             |
| Leckie 13’ Görlitz 56’ Bambara 90’ | Marcatori | 84’ Sembolo |

| Arbitro: | Kampka |

|              |           |                        |
| Exslager 81’ | Marcatori | 34’ Konrad 38’ Verhoek |

| Arbitro: | Wingenbach |

|  |           |           |
|  | Marcatori | 36’ Lauth |

| Arbitro: | Steuer |

|                         |           |            |
| Schuppan 5’, 15’ (rig.) | Marcatori | 64’ Leckie |

| Arbitro: | Leicher |

|  |           |                    |
|  | Marcatori | 18’ (rig.) Bunjaku |

| Arbitro: | Willenborg |

|            |           |                                       |
| Tasaka 87’ | Marcatori | 21’ Teixeira 54’ Kapllani 60’ Verhoek |

| Arbitro: | Hartmann |

|            |           |                       |
| Konrad 87’ | Marcatori | 12’ Kruppke 33’ Ademi |

#### Girone di ritorno
| Arbitro: | Kempter |

|                                 |           |         |
| Verhoek 2’ Yun 13’ Kapllani 83’ | Marcatori | 64’ Ulm |

| Arbitro: | Christ |

|                      |           |             |
| Ndjeng 82’ Ronny 84’ | Marcatori | 55’ Görlitz |

| Arbitro: | Kampka |

|  |           |                      |
|  | Marcatori | 57’ Lappe 67’ Caiuby |

| Arbitro: | Cortus |

|  |           |                       |
|  | Marcatori | 62’ Verhoek 77’ Stark |

| Arbitro: | Steinhaus-Webb |

|             |           |  |
| Jönsson 39’ | Marcatori |  |

| Arbitro: | Kempter |

|                       |           |  |
| Ginczek 28’, 52’, 77’ | Marcatori |  |

| Arbitro: | Fritz |

|                  |           |             |
| Yelen 76’ (rig.) | Marcatori | 84’ Clemens |

| Arbitro: | Brand |

|                                                                       |           |            |
| Verhoek 23’ Leckie 35’ Schlicke 38’ Bambara 54’ Yelen 68’, 86’ (rig.) | Marcatori | 88’ Haller |

| Arbitro: | Wingenbach |

|                                                |           |  |
| Meha 21’ (rig.) Görlitz 84’ (aut.) Bertels 90’ | Marcatori |  |

| Arbitro: | Leicher |

|                            |           |  |
| Yelen 10’, 49’ Görlitz 19’ | Marcatori |  |

| Arbitro: | Steuer |

|                 |           |                                              |
| Hein 78’ (rig.) | Marcatori | 57’ Stark 73’ Yelen 84’, 89’ (rig.) Kapllani |

| Arbitro: | Unger |

|          |           |               |
| Gaus 23’ | Marcatori | 13’ Brosinski |

| Arbitro: | Schriever |

|            |           |                       |
| Friend 70’ | Marcatori | 20’ Stark 33’ Görlitz |

| Arbitro: | Stegemann |

|                                 |           |          |
| Stark 55’ Verhoek 67’ Roshi 84’ | Marcatori | 86’ Fořt |

| Arbitro: | Weiner |

|                                          |           |              |
| Bunjaku 27’, 45’ Torrejón 40’ Köhler 45’ | Marcatori | 85’ Kapllani |

| Arbitro: | Drees |

|                      |           |           |
| Gaus 22’ Verhoek 68’ | Marcatori | 48’ Toski |

| Arbitro: | Dietz |

|                 |           |                          |
| Kruppke 2’, 73’ | Marcatori | 11’ Görlitz 50’ Kapllani |

### Coppa di Germania
| Arbitro: | Brand |

|              |           |                      |
| Szimayer 16’ | Marcatori | 21’ Stark 22’ Leckie |

| Arbitro: | Gräfe |

|                    |           |  |
| Diego 51’ Dost 61’ | Marcatori |  |

## Statistiche

### Statistiche di squadra
| Competizione      | Punti | In casa | In casa | In casa | In casa | In casa | In casa | In trasferta | In trasferta | In trasferta | In trasferta | In trasferta | In trasferta | Totale | Totale | Totale | Totale | Totale | Totale | DR  |
| Competizione      | Punti | G       | V       | N       | P       | Gf      | Gs      | G            | V            | N            | P            | Gf           | Gs           | G      | V      | N      | P      | Gf     | Gs     | DR  |
| ----------------- | ----- | ------- | ------- | ------- | ------- | ------- | ------- | ------------ | ------------ | ------------ | ------------ | ------------ | ------------ | ------ | ------ | ------ | ------ | ------ | ------ | --- |
| 2. Bundesliga     | 54    | 17      | 10      | 3       | 4       | 31      | 16      | 17           | 6            | 3            | 8            | 24           | 29           | 34     | 16     | 6      | 12     | 55     | 45     | +10 |
| Coppa di Germania | -     | 0       | 0       | 0       | 0       | 0       | 0       | 2            | 1            | 0            | 1            | 2            | 3            | 2      | 1      | 0      | 1      | 2      | 3      | -1  |
| Totale            | 54    | 17      | 10      | 3       | 4       | 31      | 16      | 19           | 7            | 3            | 9            | 26           | 32           | 36     | 17     | 6      | 13     | 57     | 48     | +9  |

### Andamento in campionato
| Giornata  | 1  | 2 | 3 | 4 | 5 | 6 | 7 | 8 | 9 | 10 | 11 | 12 | 13 | 14 | 15 | 16 | 17 | 18 | 19 | 20 | 21 | 22 | 23 | 24 | 25 | 26 | 27 | 28 | 29 | 30 | 31 | 32 | 33 | 34 |
| --------- | -- | - | - | - | - | - | - | - | - | -- | -- | -- | -- | -- | -- | -- | -- | -- | -- | -- | -- | -- | -- | -- | -- | -- | -- | -- | -- | -- | -- | -- | -- | -- |
| Luogo     | T  | C | T | C | T | C | T | T | C | T  | C  | T  | C  | T  | C  | T  | C  | C  | T  | C  | T  | C  | T  | C  | C  | T  | C  | T  | C  | T  | C  | T  | C  | T  |
| Risultato | N  | V | V | V | N | V | P | P | N | P  | V  | V  | P  | P  | P  | V  | P  | V  | P  | P  | V  | V  | P  | N  | V  | P  | V  | V  | N  | V  | V  | P  | V  | N  |
| Posizione | 11 | 4 | 3 | 3 | 3 | 3 | 4 | 7 | 7 | 8  | 6  | 5  | 6  | 7  | 9  | 7  | 8  | 6  | 8  | 10 | 8  | 4  | 6  | 8  | 6  | 8  | 6  | 5  | 5  | 5  | 5  | 5  | 4  | 4  |

Legenda:

Luogo: C = Casa; T = Trasferta. Risultato: V = Vittoria; N = Pareggio; P = Sconfitta.

### Statistiche dei giocatori
| Giocatore       | 2. Bundesliga | 2. Bundesliga | 2. Bundesliga | 2. Bundesliga | Coppa di Germania | Coppa di Germania | Coppa di Germania | Coppa di Germania | Totale   | Totale | Totale      | Totale     |
| Giocatore       | Presenze      | Reti          | Ammonizioni   | Espulsioni    | Presenze          | Reti              | Ammonizioni       | Espulsioni        | Presenze | Reti   | Ammonizioni | Espulsioni |
| --------------- | ------------- | ------------- | ------------- | ------------- | ----------------- | ----------------- | ----------------- | ----------------- | -------- | ------ | ----------- | ---------- |
| A. Azaouagh     | 0             | 0             | 0             | 0             | 0                 | 0                 | 0                 | 0                 | 0        | 0      | 0           | 0          |
| M. Bambara      | 27            | 2             | 2             | 0             | 2                 | 0                 | 0                 | 0                 | 29       | 2      | 2           | 0          |
| F. Brill        | 0             | 0             | 0             | 0             | 0                 | 0                 | 0                 | 0                 | 0        | 0      | 0           | 0          |
| F. Brown        | 0             | 0             | 0             | 0             | 0                 | 0                 | 0                 | 0                 | 0        | 0      | 0           | 0          |
| M. Gaus         | 9             | 2             | 1             | 2             | 0                 | 0                 | 0                 | 0                 | 9        | 2      | 1           | 2          |
| G. Gledson      | 4             | 0             | 1             | 0             | 0                 | 0                 | 0                 | 0                 | 4        | 0      | 1           | 0          |
| M. Görlitz      | 34            | 6             | 2             | 0             | 2                 | 0                 | 0                 | 0                 | 36       | 6      | 2           | 0          |
| M. Heitmeier    | 19            | 0             | 3             | 1             | 0                 | 0                 | 0                 | 0                 | 19       | 0      | 3           | 1          |
| T. Heubach      | 22            | 1             | 2             | 0             | 2                 | 0                 | 0                 | 0                 | 24       | 1      | 2           | 0          |
| M. Hofmeier     | 0             | 0             | 0             | 0             | 0                 | 0                 | 0                 | 0                 | 0        | 0      | 0           | 0          |
| A. Huber        | 32            | 0             | 3             | 0             | 1                 | 0                 | 0                 | 0                 | 33       | 0      | 3           | 0          |
| A. Jung         | 10            | 0             | 0             | 0             | 0                 | 0                 | 0                 | 0                 | 10       | 0      | 0           | 0          |
| R. Jönsson      | 6             | 1             | 1             | 0             | 0                 | 0                 | 0                 | 0                 | 6        | 1      | 1           | 0          |
| M. Kaffenberger | 1             | 0             | 0             | 0             | 0                 | 0                 | 0                 | 0                 | 1        | 0      | 0           | 0          |
| E. Kapllani     | 26            | 11            | 4             | 0             | 1                 | 0                 | 0                 | 0                 | 27       | 11     | 4           | 0          |
| P. Klandt       | 33            | 0             | 2             | 0             | 2                 | 0                 | 0                 | 0                 | 35       | 0      | 2           | 0          |
| M. Konrad       | 33            | 2             | 10            | 0             | 2                 | 0                 | 1                 | 0                 | 35       | 2      | 11          | 0          |
| M. Lamidi       | 3             | 0             | 0             | 0             | 0                 | 0                 | 0                 | 0                 | 3        | 0      | 0           | 0          |
| M. Leckie       | 28            | 4             | 0             | 0             | 2                 | 1                 | 0                 | 0                 | 30       | 5      | 0           | 0          |
| E. Nefiz        | 3             | 0             | 0             | 0             | 0                 | 0                 | 0                 | 0                 | 3        | 0      | 0           | 0          |
| J. Pellowski    | 0             | 0             | 0             | 0             | 0                 | 0                 | 0                 | 0                 | 0        | 0      | 0           | 0          |
| S. Pirson       | 1             | 0             | 0             | 0             | 0                 | 0                 | 0                 | 0                 | 1        | 0      | 0           | 0          |
| O. Roshi        | 30            | 2             | 0             | 0             | 2                 | 0                 | 0                 | 0                 | 32       | 2      | 0           | 0          |
| R. Schick       | 0             | 0             | 0             | 0             | 1                 | 0                 | 0                 | 0                 | 1        | 0      | 0           | 0          |
| B. Schlicke     | 30            | 2             | 2             | 1             | 2                 | 0                 | 0                 | 0                 | 32       | 2      | 2           | 1          |
| Y. Stark        | 31            | 4             | 6             | 1             | 2                 | 1                 | 0                 | 0                 | 33       | 5      | 6           | 1          |
| N. Teixeira     | 31            | 1             | 2             | 1             | 2                 | 0                 | 0                 | 0                 | 33       | 1      | 2           | 1          |
| T. Tosunoğlu    | 0             | 0             | 0             | 0             | 0                 | 0                 | 0                 | 0                 | 0        | 0      | 0           | 0          |
| J. Verhoek      | 32            | 10            | 1             | 0             | 2                 | 0                 | 0                 | 0                 | 34       | 10     | 1           | 0          |
| Z. Yelen        | 18            | 6             | 1             | 0             | 1                 | 0                 | 0                 | 0                 | 19       | 6      | 1           | 0          |
| J. Yun          | 13            | 1             | 1             | 0             | 1                 | 0                 | 0                 | 0                 | 14       | 1      | 1           | 0          |